# Sender Topolná
Der Sender Topolná war eine Sendeanlage für Langwelle in der tschechischen Gemeinde Topolná (deutsch Pappelsdorf). Die Sendeanlage, die als Antenne Vertikalreusen an zwei 257 Meter (mit Spitze 270 Meter) hohen geerdeten Stahlfachwerkmasten verwendete, ging 1952 in Betrieb und arbeitete auf der Frequenz 270 kHz mit einer Sendeleistung von zuletzt 50 Kilowatt.

## Geschichte
Die Sendeanlage wurde von 1950 bis 1951 errichtet und verwendete ursprünglich zwei je 200 Kilowatt starke Sender des Typs Tesla DRV 200, wovon einer dieser Sender mehrmals auf 173 kHz umgestellt wurde, um als Störsender für die auf gleicher Frequenz laufenden Ausstrahlungen der Voice of America vom Sender Erching zu fungieren. Am 22. Dezember 1951 zum ersten Mal eingeschaltet, begann der reguläre Betrieb auf der Frequenz 272 kHz bereits zwei Monate später am 20. Februar 1952. Da primär das Gebiet der ehemaligen Tschechoslowakei versorgt werden sollte, errichtete man zwei Sendemasten, die eine Abstrahlrichtung in Richtung Ost und West ermöglichen. In den Anfangszeiten wurde der Langwellensender Topolná Ceskoslovensko 1 genannt, der genaue Senderstandort war lange Zeit unbekannt.
Der Langwellensender verbreitete zu seiner Anfangszeit das in tschechischer und slowakischer Sprache sendende Programm Praha-II, das später Ceskoslovensko, ab 1970 dann Hvezda (tschechisch) bzw. Hviezda (slowakisch; übersetzt „Stern“) genannt wurde.
1972 verabschiedete die tschechoslowakische Regierung den Beschluss Nr. 228, der umfangreiche Modernisierungen der Sendeanlage in Topolná vorsah. Zwischen 1975 und 1978 wurden für 70,4 Millionen Tschechoslowakische Kronen neue Sender und Modulationsleitungen installiert. Um den Hörern während dieser Arbeiten weiterhin den Empfang des Radioprogramms ermöglichen zu können, stellte man für eine Übergangszeit einige Mittelwellensender auf 272 kHz um, bis man den Sender Topolná am 15. November 1978 mit zwei neuen Tesla-Sendern vom Typ DRV 750 wieder in Betrieb nahm. Diese zwei Sender mit jeweils 750 Kilowatt Leistung schaltete man zu 1500 Kilowatt zusammen.
Während der kommunistischen Ära diente das nur wenige Kilometer entfernt gelegene Wasserkraftwerk in Spytihněv als Notstromquelle. Bei einem landesweiten Stromausfall hätte es bevorzugt den Sender beliefern müssen.
Im Zuge des Genfer Wellenplans wurde der Sender am 1. Februar 1990 von zuvor 272 kHz auf 270 kHz umgestimmt.
Nach der Auflösung der Tschechoslowakei und gestiegener Betriebskosten sollte der Sender Topolná zum 31. Dezember 1993 stillgelegt werden, wurde jedoch nach zahlreichen Hörerprotesten weiter in Betrieb gelassen. Weitere Abschaltversuche im Januar und Frühjahr 1994 blieben erfolglos. Stattdessen wurde die Sendeleistung ab 1994 auf 750 Kilowatt reduziert, wofür man einen der beiden Sender außer Betrieb nahm. Gleichzeitig beschränkte man die Dauer der Ausstrahlungen auf 5 bis 24 Uhr.
Am 1. Januar 2002 wurde die Sendeleistung von 750 Kilowatt auf 650 Kilowatt reduziert, eine weitere Reduzierung ist technisch gesehen nicht möglich.
Da das heute über die Langwelle verbreitete Programm Radiožurnál bereits in ausreichendem Maße über UKW verbreitet wird und ein Betrieb der Langwelle mit zu hohen Kosten verbunden ist, wurde am 26. November 2013 die endgültige Stilllegung des Langwellensenders zum 28. Februar 2014 vom Rundfunkrat des Český rozhlas beschlossen. Ende Februar 2014 wurde bekannt, dass der Sender Topolnà doch noch für mindestens drei weitere Jahre in Betrieb bleibt. Hintergrund waren die zahlreichen Hörer in der benachbarten Slowakei, die der damalige slowakischstämmige Intendant von Český rozhlas, Peter Duhan, nicht enttäuschen wollte. Um Kosten einzusparen, wurde die Sendeleistung jedoch auf nahezu 50 Kilowatt reduziert, wofür zunächst die Anodenspannung des vorhandenen Röhrensenders reduziert wurde. Im ersten Vierteljahr 2014 wurde jedoch ein neuer Sender installiert, der mit exakt 50 Kilowatt Sendeleistung arbeitete. Mit der Leistungsreduzierung wurde die Modulationsaufbereitung auf eine Dynamikkompression umgestellt. Dies sorgte für einen starken Reichweiteneinbruch des Langwellensenders. Der neu installierte Langwellensender war bereits von 1996 bis 2000 auf der Sendeanlage Burg bei Magdeburg auf der Frequenz 261 kHz in Betrieb und wurde der Media Broadcast abgekauft. An der nächtlichen Abschaltung des Senders wurde auch nach der Leistungsreduzierung festgehalten.
Im Oktober 2019 brachte Český rozhlas einen erneuten Abschaltversuch zum Januar 2022 ins Gespräch. Ende 2020 wurde die Abschaltung zum 31. Dezember 2021 offiziell bestätigt. Die Abschaltung erfolgte letztendlich um Punkt 24 Uhr.
Am 28. Juli 2022 wurden die beiden Masten mittels gezielter Sprengladungen abgebrochen.